# 德泰新能源
德泰新能源集團有限公司，簡稱德泰新能源（英語：DeTai New Energy Group Limited，港交所：0559），在1994年，由當時主席賴錦榮和馬玉華，於香港（總部）成立「精藝遠東有限公司」（2004年終止當時經營生產和銷售仿真聖誕樹產品業務）。
現時董事會主席為王顯碩。現時業務為銷售高檔酒類產品和證券投資。而當時經營銷售和生產銅線產品在2014年11月25日終止，交易總額為1.36億港元。
股份在1997年1月3日於港交所主板上市。當時為「精藝集團國際有限公司」、「星采控股有限公司」、「華藝銅業控股有限公司」、「華藝礦業控股有限公司」和「國藏集團有限公司」。

## 外部連結
- detai-group.com/ （页面存档备份，存于）